# Sagami-ji
Pour les articles homonymes, voir Sagami (homonymie).
Le Sagami-ji (酒見寺, Sagami-dera), est un temple bouddhiste de la secte shingon situé à Kasai dans la préfecture de Hyōgo au Japon. Son nom local est Senjōsan (泉生山). L'empereur Shōmu ordonne sa construction durant la dix-septième année de l'ère Tenpyō (745 AD), à la demande du moine bouddhiste Gyōki.

## Histoire
Selon les archives du temple, le moine Gyōki reçoit un oracle de Sagami Myōjin (moderne Sumiyoshi-jinja) lui demandant de bâtir un temple à cet emplacement. Gyōki porte sa demande auprès de l'empereur Shōmu qui ordonne alors la construction de Sagami-ji. Quand le bâtiment est achevé en 745, il est baptisé « Sagami » d'après les origines de l'oracle. Les inscriptions sur les plaques commémoratives du temple informent de visites ultérieures de plusieurs empereurs et shogun, dont Tokugawa Ieyasu.
Le temple est sévèrement endommagé durant la rébellion de Heiji de 1159 et reconstruit plus tard. Le temple principal est incendié lors de conflits en 1578 et n'est reconstruit que lorsque Honda Tadamasa, daimyo du domaine de Himeji, accepte d'aider le clan Ikeda pour sa reconstruction.

## Galerie d'images

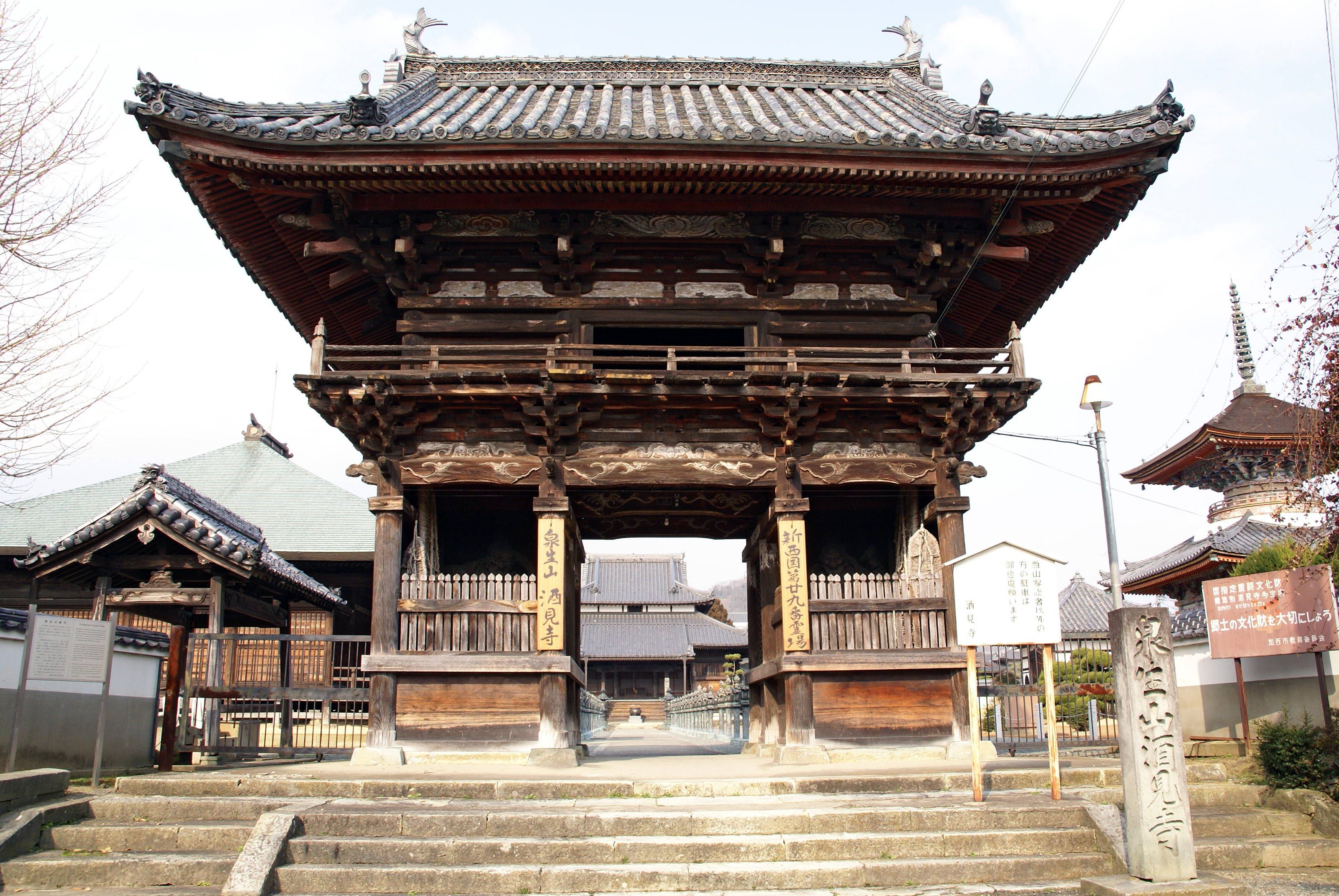
Rōmon.
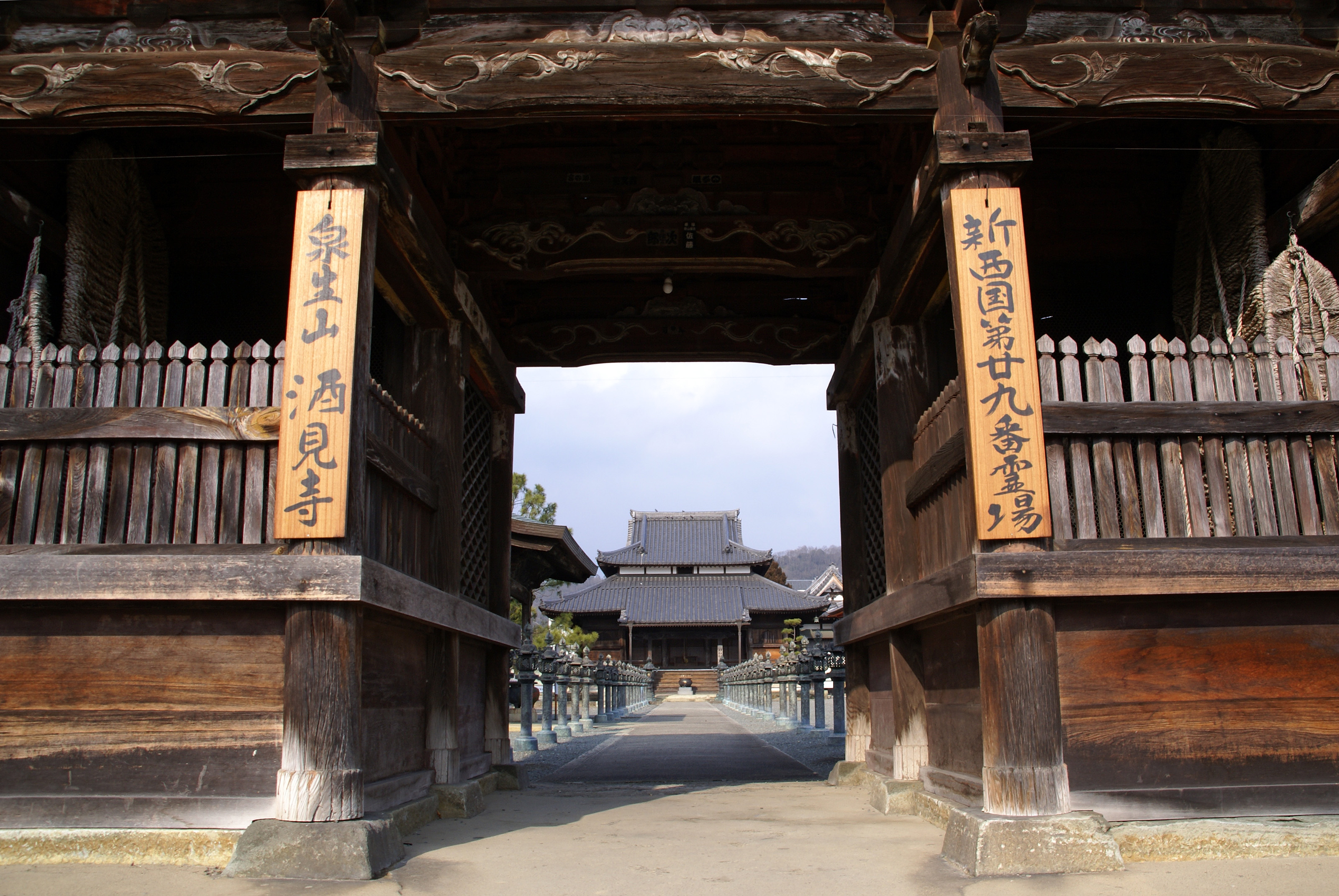
Entrée.
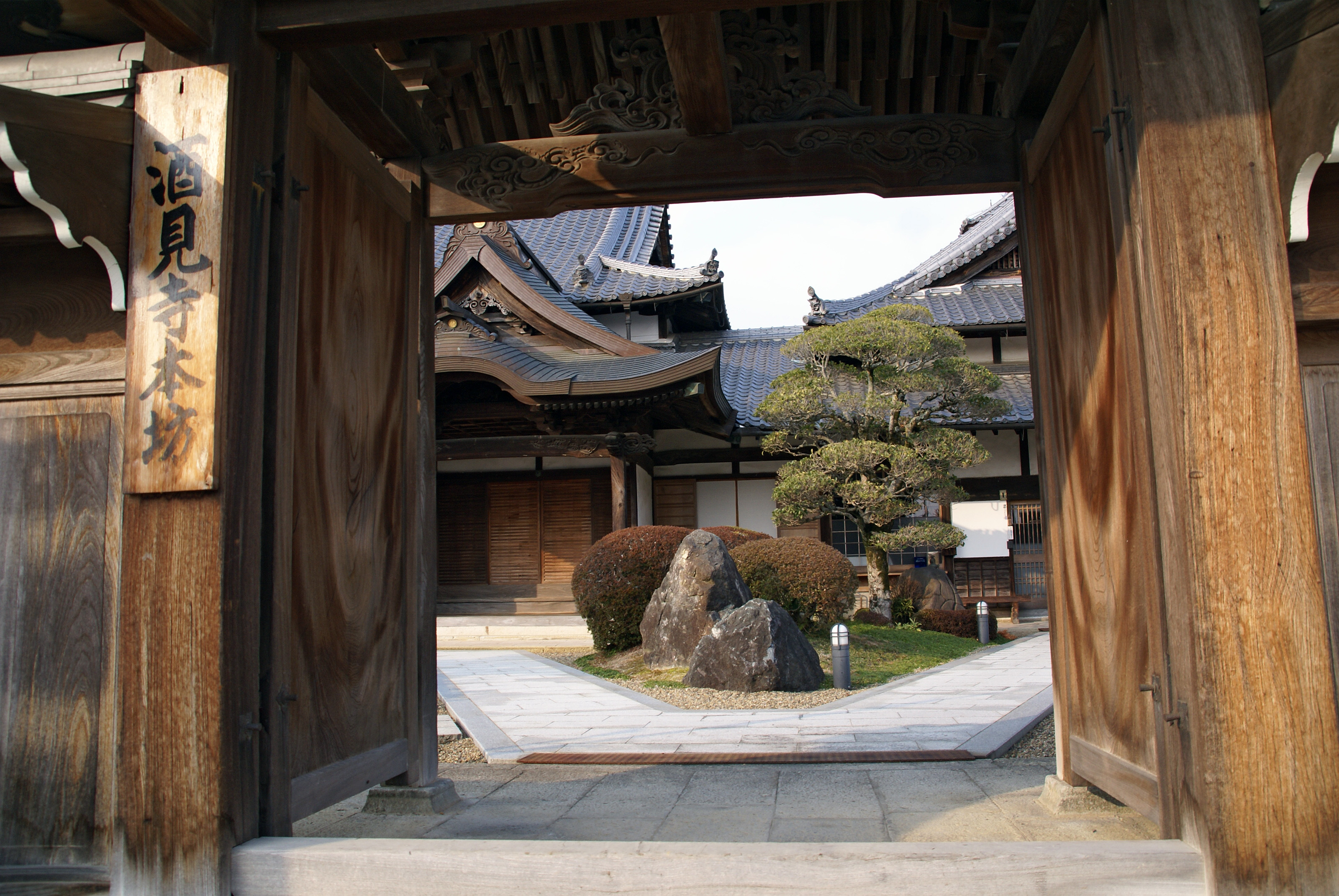
Cour intérieure.
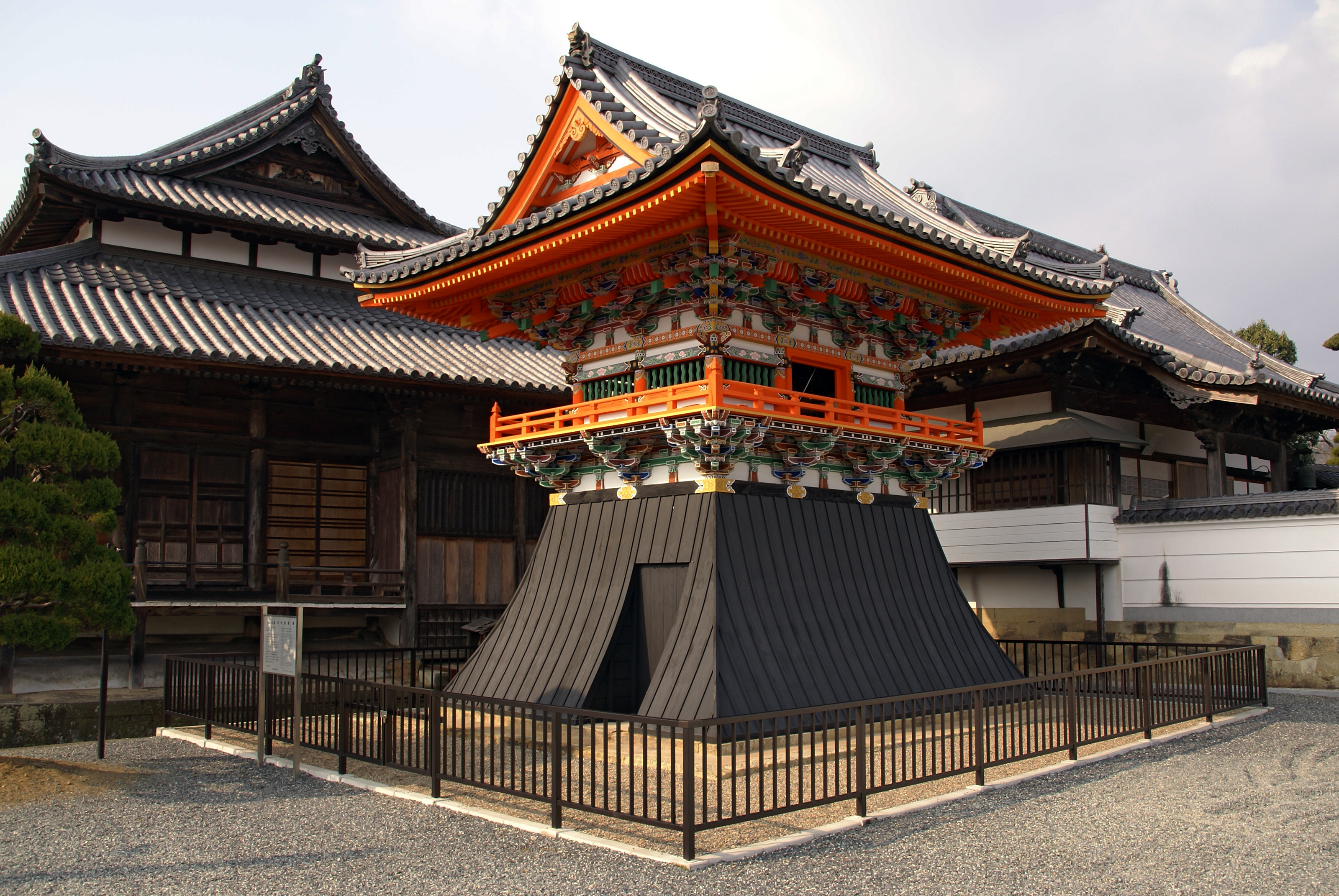
Shōrō.